# ヴィアナ・ド・カステロ県
ヴィアナ・ド・カステロ県（Viana do Castelo District (ポルトガル語: Distrito de Viana do Castelo [viˈɐnɐ ðu kɐʃˈtɛlu] ( 音声ファイル))）は、ポルトガルの県の一つ。県都は、ヴィアナ・ド・カステロ。ドウロ川流域と北のスペイン国境を流れるミーニョ川にはさまれたミーニョ地方の県である。北は、スペインのガリシア州、南はポルト県と接し、西は大西洋に面している。
ヴィアナ・ド・カステロ県は、以下の10の地方自治体が所属する（アルファベット順）。
- アルコス・デ・ヴァルデヴェス（pt:Arcos de Valdevez）
- カミーニャ（pt:Caminha）
- メルガソ（pt:Melgaço）
- モンサオン（pt:Monção）
- パレーデス・デ・コウラ（pt:Paredes de Coura）
- ポンテ・ダ・バルカ（pt:Ponte da Barca）
- ポンテ・デ・リマ（pt:Ponte de Lima）
- ヴァレンサ（pt:Valença）
- ヴィアナ・ド・カステロ（pt:Viana do Castelo）
- ヴィラ・ノヴァ・デ・セルヴェイラ（pt:Vila Nova de Cerveira）